# Macchi M.41
Macchi M.41 là một loại tàu bay tiêm kích của Ý, được chế tạo năm 1927, do hãng Macchi thiết kế chế tạo.

## Quốc gia sử dụng
Italy
- Regia Marina
  - 88° Gruppo Autonomo Caccia Marittima

 Tây Ban Nha
- Không quân Tây Ban Nha

## Tính năng kỹ chiến thuật (M.41bis)
Dữ liệu lấy từ The Complete Book of Fighters: An Illustrated Encyclopedia of Every Fighter Aircraft Built and Flown
Đặc điểm tổng quát
- Kíp lái: 1
- Chiều dài: 8.66 m (28 ft 4⅞ in)
- Sải cánh: 11.12 m (36 ft 5¾ in)
- Chiều cao: 3.12 m (10 ft 2.8 in)
- Diện tích cánh: 31.90 m2 (343.38 ft2)
- Trọng lượng rỗng: 1.170 kg (2.579 lb)
- Trọng lượng có tải: 1.600 kg (3.527 lb)
- Powerplant: 1 × Fiat A.20, 313 kW (420 hp) mỗi chiếc

Hiệu suất bay
- Vận tốc cực đại: 262 km/h (163 mph)
- Tầm bay: 700 km (435 dặm)
- Thời gian bay: 3 giờ  30 phút
- Trần bay: 7.500[1] m (24.605 ft)

Vũ khí trang bị
- 2 × súng máy 7,7 mm (0.303-inch)